# Andorra, entre el torb i la Gestapo
Andorra, entre el torb i la Gestapo es una miniserie español en catalán de cuatro capítulos emitida en el año 2000 por el canal TV3 de Cataluña. La serie fue coproducida por Andorra Televisió, Televisió de Catalunya y el Gobierno de Andorra, con el apoyo del Gobierno catalán y la Generalidad de Cataluña, y con producción ejecutiva de Oviedo TV. La dirección corrió a cargo de Lluís Maria Güell y el guionista es el prestigioso Joaquim Jordà.
Basada en hechos reales, trata de la colaboración entre miembros de las resistencias francesa, andorrana y catalana en la Segunda Guerra Mundial que organizan una cadena de evasión, a través de senderos en las montañas de Andorra, para los supervivientes de un accidente aéreo con un avión de la Fuerza Aérea británica, con información crucial destinada al Servicio de Inteligencia Británico y perseguidos por la Gestapo.
El torb es el nombre que se le da a un viento helado que sopla en los pasos de montaña de Andorra, fronterizos con Francia y España.
La serie está basada en el libro homónimo de Francesc Viadiu. Éste escribió primero una obra más corta llama Andorra, cadena de evasión, que luego amplió. El libro fue publicado durante la dictadura de Francisco Franco por la editorial prohibida Ruedo ibérico.
La serie, de gran esfuerzo técnico, gustó al gran público pero, en cambio, no acabó de agradar a los protagonistas en la vida real: los pocos supervivientes de edad avanzada que quedan.